# Santa Rosa da Serra (kommun)
Santa Rosa da Serra är en kommun i Brasilien.   Den ligger i delstaten Minas Gerais, i den sydöstra delen av landet, 500 km söder om huvudstaden Brasília. Antalet invånare är 3 224.
Följande samhällen finns i Santa Rosa da Serra:
- Santa Rosa da Serra

Omgivningarna runt Santa Rosa da Serra är huvudsakligen savann. Runt Santa Rosa da Serra är det glesbefolkat, med 9 invånare per kvadratkilometer.